# Épreuves combinées aux championnats du monde d'athlétisme
Pour un article plus général, voir Championnats du monde d'athlétisme.
Les épreuves combinées d'athlétisme figurent au programme des premiers championnats du monde d'athlétisme, en 1983 à Helsinki, et sont constituées aujourd'hui du décathlon chez les hommes, et de l'heptathlon chez les femmes.
Avec trois médailles d'or remportées, l'Américain Dan O'Brien et le Tchèque Tomáš Dvořák sont les athlètes les plus titrés dans l'épreuve du décathlon. À l'heptathlon, le record de victoires appartient à la Suédoise Carolina Klüft et à la Britannique Jessica Ennis-Hill avec trois titres également.
Le record des championnats du monde appartient à l'Américain Ashton Eaton qui établit un nouveau record du monde du décathlon lors de sa victoire aux mondiaux 2015, à Pékin, avec 9 045 pts. L'Américaine Jackie Joyner-Kersee détient le record des championnats de l'heptathlon avec 7 128 pts, établis en 1987 lors des mondiaux de Rome.

## Éditions
| Années     | 83 | 87 | 91 | 93 | 95 | 97 | 99 | 01 | 03 | 05 | 07 | 09 | 11 | 13 | 15 | 17 | 19 | 22 | 23 | Total |
| ---------- | -- | -- | -- | -- | -- | -- | -- | -- | -- | -- | -- | -- | -- | -- | -- | -- | -- | -- | -- | ----- |
| Décathlon  | X  | X  | X  | X  | X  | X  | X  | X  | X  | X  | X  | X  | X  | X  | X  | X  | X  | X  | X  | 19    |
| Heptathlon | X  | X  | X  | X  | X  | X  | X  | X  | X  | X  | X  | X  | X  | X  | X  | X  | X  | X  | X  | 19    |

## Décathlon

### Historique

#### 1983-1995

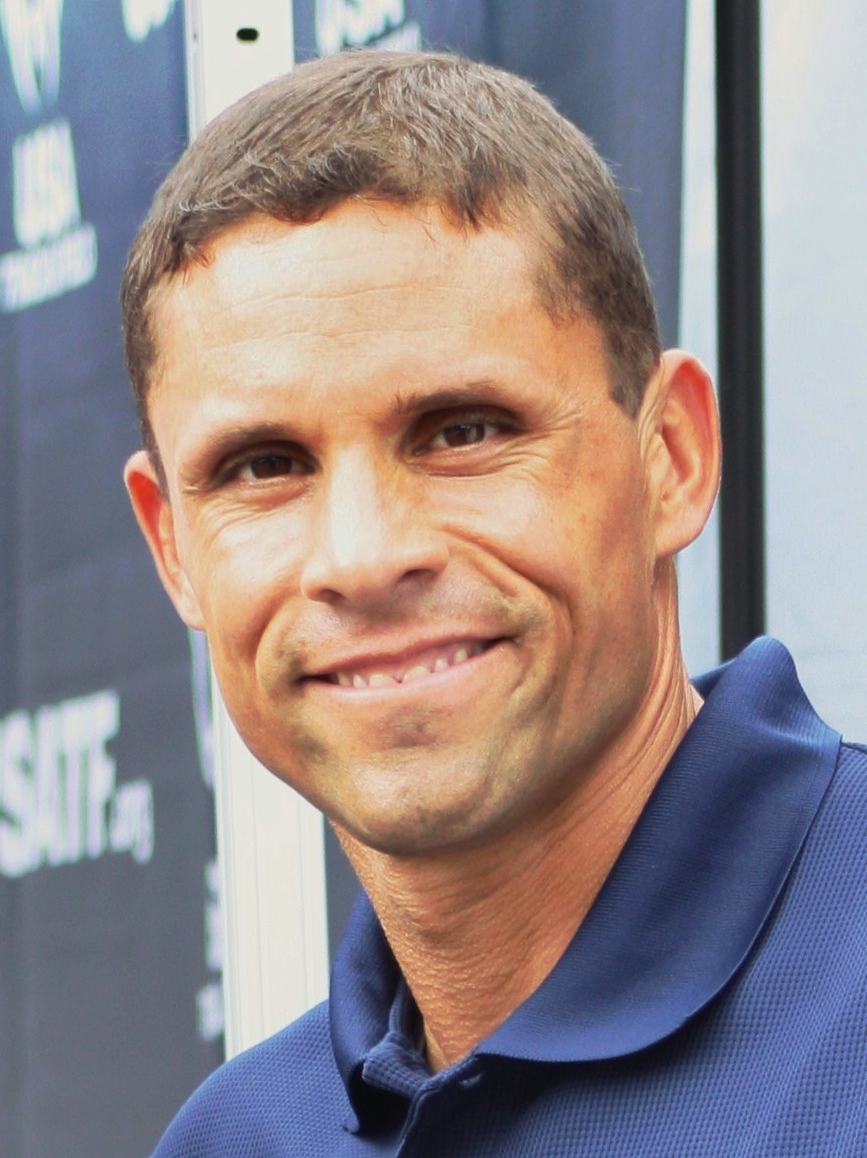
Dan O'Brien, champion du monde en 1991, 1993 et 1995.

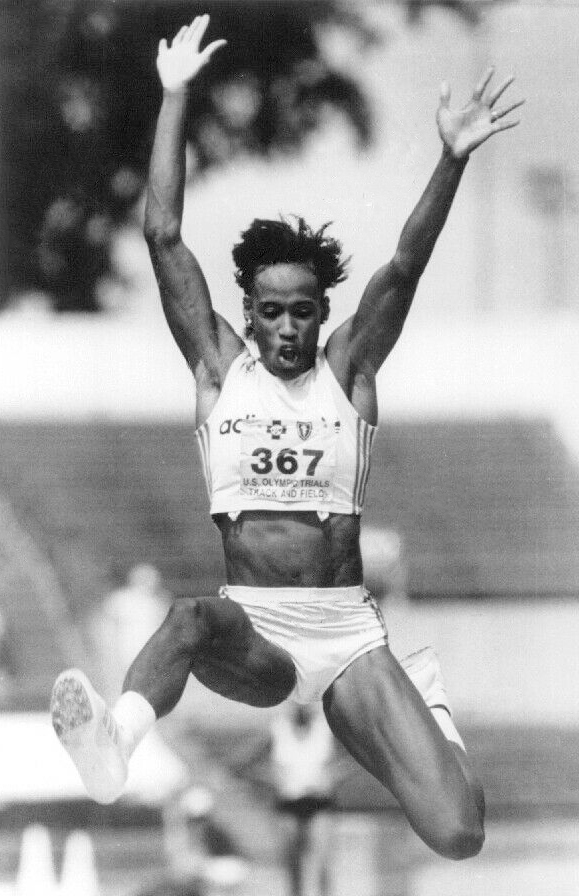
Jackie Joyner-Kersee, championne du monde en 1987 et 1993.

Lors des premiers championnats du monde d'athlétisme, en 1983 à Helsinki, le Britannique Daley Thompson remporte le premier titre de champion du monde du décathlon. Dans des conditions météorologiques détestables, il totalise 8 666 points au terme des dix épreuves, maintenant à distance les Allemands Jürgen Hingsen (8 551 pts), alors détenteur du record du monde et Siegfried Wentz, médaillé de bronze avec 8 478 pts.
Absent des pistes d'athlétisme en 1987 pour cause de blessure, Daley Thompson, qui détient désormais le record du monde du décathlon, ne peut défendre son titre aux championnats du monde 1987, à Rome. L'Est-allemand Torsten Voss décroche la médaille d'or avec 8 680 pts, devant son compatriote Siegfried Wentz (8 461 pts) et le Soviétique Pavel Tarnavetskiy (8 375 pts)
Révélé quelques semaines plus tôt lors des championnats des États-Unis, l'Américain Dan O'Brien remporte les championnats du monde 1991 de Tokyo. Il bat ses records personnels sur 400 m et au saut à la perche pour remporter le titre avec 8 812 pts, nouveau record des championnats. Le Canadien Mike Smith prend la deuxième place avec 8 549 pts et l'Allemand Christian Schenk la troisième place avec 8 394 pts.
Dan O'Brien, qui détient le record du monde depuis septembre 1992, fait figure de favori pour les championnats du monde 1993 se déroulant à Stuttgart, en Allemagne. Longtemps menacé par le Biélorusse Eduard Hämäläinen, qui se classe deuxième du concours en battant son record personnel avec 8 724 pts, Dan O'Brien le devance finalement de près de 100 pts en totalisant 8 817 pts au terme de la deuxième journée de compétition, améliorant de 5 pts son propre record des championnats. L'Allemand Paul Meier complète le podium avec 8 548 pts.
Deux ans plus tard, aux championnats du monde 1995 à Göteborg, en dépit d'une mauvaise première journée, Dan O'Brien remporte son troisième titre mondial d'affilée en réalisant le score de 8 695 pts, devant Eduard Hämäläinen (8 489 pts) et Mike Smith (8 419 pts).

#### 1997-2005

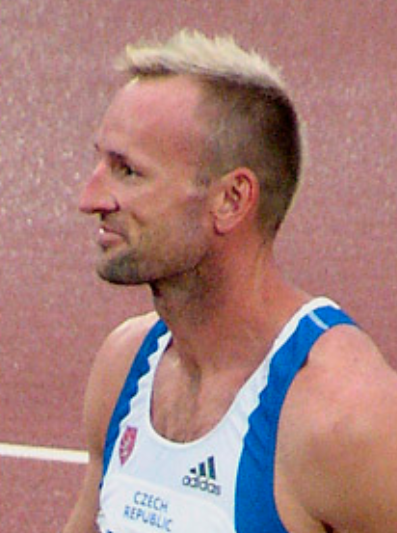
Tomáš Dvořák, champion du monde en 1997, 1999 et 2001.

Champion olympique en 1996, Dan O'Brien renonce aux championnats du monde 1997, à Athènes, pour cause de blessure. Le titre est remporté par le Tchèque Tomáš Dvořák qui après avoir amélioré trois records personnels lors de la première journée (100 m, lancer du poids et 400 m), bat trois autres records personnels le deuxième jour (110 m haies, saut à la perche et lancer du javelot). Il s'impose avec 8 837 pts, performance constituant un nouveau record des championnats et située à 54 pts seulement du record du monde d'O'Brien. Eduard Hämäläinen, désormais de nationalité finlandaise, remporte une troisième médaille d'argent dans cette compétition avec 8 730 pts, et l'Allemand Frank Busemann la médaille de bronze avec 8 652 pts.
Tomáš Dvořák détient le record du monde du décathlon depuis juillet 1999 (8 994 pts). En grand favori de la compétition, il conserve son titre mondial aux championnats du monde 1999, à Séville, en totalisant 8 744 pts au terme des dix épreuves. Le Britannique Dean Macey, qui bat son record personnel, prend la deuxième place avec 8 566 pts et l'Américain Chris Huffins la troisième avec 8 547 pts, le Français Sébastien Levicq échouant à 23 pts seulement de la médaille de bronze.
Lors des championnats du monde 2001, à Edmonton au Canada, Tomáš Dvořák remporte son troisième titre mondial consécutif à l'instar de Dan O'Brien, vainqueur de 1991 à 1995. Il totalise 8 837 pts après les dix épreuves, et réalise un nouveau record des championnats du monde en devançant l'Estonien Erki Nool, médaillé d'argent avec 8 815 pts et le Britannique Dean Macey, médaillé de bronze avec 8 603 pts. Roman Šebrle, détenteur du record mondial et premier athlète à plus de 9 000 pts, rate son concours en ne prenant que la dixième place finale.
Lors des championnats du monde 2003, à Saint-Denis, l'Américain Tom Pappas s'adjuge le titre mondial du décathlon avec 8 750 pts. Roman Šebrle remporte la médaille d'argent avec 8 634 pts et le Kazakh Dmitriy Karpov la médaille de bronze avec 8 374 pts. Tomáš Dvořák termine au pied du podium avec 8 242 pts.
Deux ans plus tard, aux championnats du monde 2005 d'Helsinki, l'Américain Bryan Clay remporte la médaille d'or en établissant la meilleure performance mondiale de l'année avec 8 732 pts. Il devance Roman Šebrle, qui obtient sa deuxième médaille d'argent consécutive dans cette compétition, avec 8 521 pts, et le Hongrois Attila Zsivoczky, troisième avec 8 385 pts.

#### 2007-2015

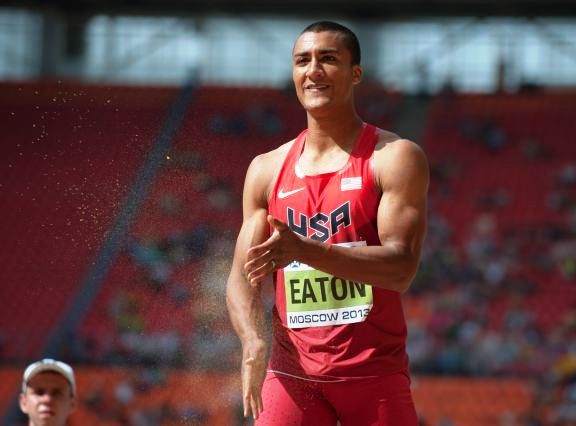
Ashton Eaton, champion du monde en 2013 et 2015.

Après deux médailles d'argent obtenues en 2003 et 2005, Roman Šebrle remporte son premier titre de champion du monde à l'occasion des mondiaux d'Osaka, en 2007. Il totalise 8 676 pts à l'issue des dix épreuves et devance le Jamaïcain Maurice Smith (8 644 pts) et Dmitriy Karpov qui obtient une nouvelle médaille de bronze après 2003 (8 586 pts).
L'Américain Trey Hardee remporte le concours du décathlon des championnats du monde 2009, à Berlin, en établissant un nouveau record personnel avec 8 790 points, améliorant pour ce faire trois records personnels et huit meilleures performances de l'année. Il devance de plus de 150 points le Cubain Leonel Suárez, médaillé d'argent avec 8 640 pts, alors que le Russe Aleksandr Pogorelov s'adjuge la médaille de bronze (8 528 pts).
Lors des mondiaux de Daegu, en 2011, Trey Hardee conserve son titre de champion du monde avec 8 607 points, devant son compatriote Ashton Eaton (8 505 pts) et Leonel Suárez (8 501 pts). Ce score est le plus bas jamais obtenu pour remporter le décathlon lors de championnats du monde.
En 2013, aux championnats du monde de Moscou, Ashton Eaton, qui détient désormais le record du monde depuis juin 2012 et qui a remporté le titre olympique en 2012, décroche son premier titre de champion du monde deux ans après sa médaille d'argent obtenue à Daegu. Il remporte le concours en établissant la meilleure performance mondiale de l'année avec 8 809 pts, devançant l'Allemand Michael Schrader (8 670 pts) et le Canadien Damian Warner (8 512 pts).
Ashton Eaton ne dispute qu'un seul décathlon en 2015, celui des championnats du monde disputé les 28 et 29 août à Pékin. Au terme des deux jours de compétition, il conserve son titre de champion du monde avec 9 045 points, améliorant de 6 points son propre record du monde. Lors de la compétition, il améliore un seul de ses records individuels, sur 400 mètres, en devenant le premier décathlonien à courir un 400 m en 45 secondes. Eaton devance sur le podium le Canadien Damian Warner (8 695 pts) et l'Allemand Rico Freimuth (8 561 pts).

#### Depuis 2017

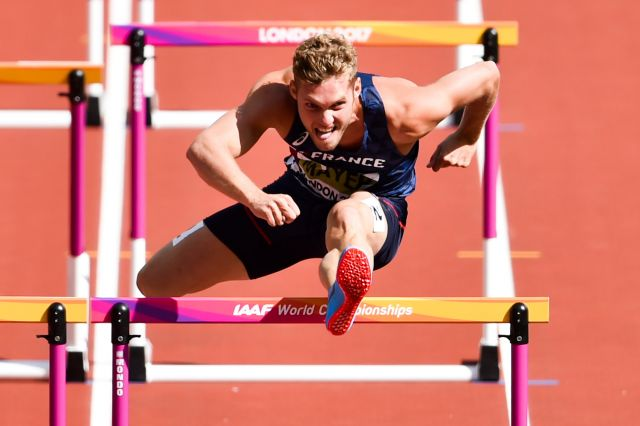
Kevin Mayer, champion du monde en 2017 et 2022

Lors des championnats du monde 2017, à Londres, et en l'absence d'Ashton Eaton qui a pris sa retraite sportive en début de saison 2017, le Français Kevin Mayer devient champion du monde du décathlon après avoir battu ses records personnels sur 100 m, 400 m, et 110 m haies. Avec 8 768 points au terme des dix épreuves, il signe à cette occasion la meilleure performance mondiale de l'année et devient le premier médaillé français sur décathlon aux championnats du monde, devançant les Allemands Rico Freimuth (8 564 pts) et Kai Kazmirek (8 488 pts).
Aux Mondiaux de Doha en 2019, Kevin Mayer, qui détient le record du monde depuis septembre 2018, est en tête jusqu'au concours du saut à la perche mais, diminué par des problèmes physiques, il est incapable de passer une seule barre et est contraint à l'abandon. C'est finalement le jeune Allemand de 21 ans Niklaus Kaul qui remporte le titre mondial avec 8691 points, record personnel battu de 119 points, et ce alors qu'il n'était que onzième à l'issue de la première journée. L'Estonien Maicel Uibo prend la médaille d'argent en battant lui aussi son record personnel avec 8604 points, tandis que le Canadien Damian Warner décroche la médaille de bronze avec 8529 points.
Trois ans plus tard, lors des championnats du monde 2022 à Eugene aux États-Unis, le champion olympique en titre Damian Warner se blesse dans l'épreuve du 400 m alors qu'il était en tête de la compétition après avoir notamment remporté le 100 m et le saut en longueur. Après les cinq premières épreuves, c'est le Portoricain Ayden Owens-Delerme qui occupe la première place de la compétition . Le deuxième jour, alors 6e du classement général, Kevin Mayer reprend des points à ses principaux concurrents avec d'excellentes performances au lancer de disque (49,44 m), au saut à la perche (5,40 m) et au lancer du javelot (70,31 m). Il vire en tête avant la dernière épreuve du 1 500 m et termine finalement le décathlon avec 8 816 points, la troisième meilleure performance de sa carrière, en devançant sur le podium le Canadien Pierce Lepage (8 701 pts) et l'Américain Zach Ziemek (8 676 pts). Il décroche son deuxième titre mondial.

### Palmarès
| Édition | Or                       | Argent                      | Bronze                        |
| ------- | ------------------------ | --------------------------- | ----------------------------- |
| 1983    | Daley Thompson 8 666 pts | Jürgen Hingsen 8 561 pts    | Siegfried Wentz 8 478 pts     |
| 1987    | Torsten Voss 8 680 pts   | Siegfried Wentz 8 461 pts   | Pavel Tarnavetskiy 8 375 pts  |
| 1991    | Dan O'Brien 8 812 pts    | Mike Smith 8 549 pts        | Christian Schenk 8 394 pts    |
| 1993    | Dan O'Brien 8 817 pts    | Eduard Hämäläinen 8 724 pts | Paul Meier 8 548 pts          |
| 1995    | Dan O'Brien 8 695 pts    | Eduard Hämäläinen 8 489 pts | Mike Smith 8 419 pts          |
| 1997    | Tomáš Dvořák 8 837 pts   | Eduard Hämäläinen 8 730 pts | Frank Busemann 8 652 pts      |
| 1999    | Tomáš Dvořák 8 744 pts   | Dean Macey 8 556 pts        | Chris Huffins 8 547 pts       |
| 2001    | Tomáš Dvořák 8 902 pts   | Erki Nool 8 815 pts         | Dean Macey 8 603 pts          |
| 2003    | Tom Pappas 8 750 pts     | Roman Šebrle 8 634 pts      | Dmitriy Karpov 8 374 pts      |
| 2005    | Bryan Clay 8 732 pts     | Roman Šebrle 8 521 pts      | Attila Zsivóczky 8 385 pts    |
| 2007    | Roman Šebrle 8 676 pts   | Maurice Smith 8 644 pts     | Dmitriy Karpov 8 586 pts      |
| 2009    | Trey Hardee 8 790 pts    | Leonel Suárez 8 640 pts     | Aleksandr Pogorelov 8 528 pts |
| 2011    | Trey Hardee 8 607 pts    | Ashton Eaton 8 505 pts      | Leonel Suárez 8 501 pts       |
| 2013    | Ashton Eaton 8 809 pts   | Michael Schrader 8 670 pts  | Damian Warner 8 512 pts       |
| 2015    | Ashton Eaton 9 045 pts   | Damian Warner 8 695 pts     | Rico Freimuth 8 561 pts       |
| 2017    | Kevin Mayer 8 768 pts    | Rico Freimuth 8 564 pts     | Kai Kazmirek 8 488 pts        |
| 2019    | Niklas Kaul 8 691 pts    | Maicel Uibo 8 604 pts       | Damian Warner 8 529 pts       |
| 2022    | Kevin Mayer 8 816 pts    | Pierce Lepage 8 701 pts     | Zachery Ziemek 8 676 pts      |
| 2023    | Pierce Lepage 8 909 pts  | Damian Warner 8 804 pts     | Lindon Victor 8 756 pts       |

### Multiples médaillés
| Rang | Athlète           | Pays                 | Période   | Or | Argent | Bronze | Total |
| ---- | ----------------- | -------------------- | --------- | -- | ------ | ------ | ----- |
| 1=   | Dan O'Brien       | États-Unis           | 1991–1995 | 3  | 0      | 0      | 3     |
| 1=   | Tomáš Dvořák      | Tchéquie             | 1997-2001 | 3  | 0      | 0      | 3     |
| 3    | Ashton Eaton      | États-Unis           | 2011-2015 | 2  | 1      | 0      | 3     |
| 4=   | Trey Hardee       | États-Unis           | 2009-2011 | 2  | 0      | 0      | 2     |
| 4=   | Kevin Mayer       | France               | 2017-2022 | 2  | 0      | 0      | 2     |
| 6    | Roman Šebrle      | Tchéquie             | 2003-2007 | 1  | 2      | 0      | 3     |
| 7    | Pierce Lepage     | Canada               | 2022-2023 | 1  | 1      | 0      | 2     |
| 8    | Eduard Hämäläinen | Biélorussie Finlande | 1993-1997 | 0  | 3      | 0      | 3     |
| 9    | Damian Warner     | Canada               | 2013-2023 | 0  | 2      | 2      | 4     |
| 10=  | Siegfried Wentz   | Allemagne            | 1983-1987 | 0  | 1      | 1      | 2     |
| 10=  | Mike Smith        | Canada               | 1991-1995 | 0  | 1      | 1      | 2     |
| 10=  | Dean Macey        | Royaume-Uni          | 1999-2001 | 0  | 1      | 1      | 2     |
| 10=  | Leonel Suárez     | Cuba                 | 2009-2011 | 0  | 1      | 1      | 2     |
| 10=  | Rico Freimuth     | Allemagne            | 2015-2017 | 0  | 1      | 1      | 2     |
| 15   | Dmitriy Karpov    | Kazakhstan           | 2003-2007 | 0  | 0      | 2      | 2     |

### Records des championnats
| Points    | Athlète        | Lieu      | Date         | Record |
| --------- | -------------- | --------- | ------------ | ------ |
| 8 666 pts | Daley Thompson | Helsinki  | 13 août 1983 |        |
| 8 812 pts | Dan O'Brien    | Tokyo     | 30 août 1991 |        |
| 8 817 pts | Dan O'Brien    | Stuttgart | 20 août 1993 |        |
| 8 837 pts | Tomáš Dvořák   | Athènes   | 6 août 1997  |        |
| 8 902 pts | Tomáš Dvořák   | Edmonton  | 7 août 2001  |        |
| 9 045 pts | Ashton Eaton   | Pékin     | 29 août 2015 |        |

| Épreuve           | Performance   | Athlète            | Pays               | Date             | Lieu     | Réf. |
| ----------------- | ------------- | ------------------ | ------------------ | ---------------- | -------- | ---- |
| 100 m             | 10 s 23       | Ashton Eaton       | États-Unis         | 28 août 2015     | Pékin    |      |
| Saut en longueur  | 8,07 m        | Tomáš Dvořák       | Tchéquie           | 6 août 2001      | Edmonton |      |
| Lancer du poids   | 17,54 m       | Mike Smith         | Canada             | 5 août 1997      | Athènes  |      |
| Saut en hauteur   | 2,25 m        | Christian Schenk   | Allemagne de l'Est | 3 septembre 1987 | Rome     |      |
| 400 m             | 45 s 00       | Ashton Eaton       | États-Unis         | 28 août 2015     | Pékin    |      |
| (Total 1er jour)  | 4 703 pts     | Ashton Eaton       | États-Unis         | 28 août 2015     | Pékin    |      |
| 110 m haies       | 13 s 55       | Frank Busemann     | Allemagne          | 6 août 1997      | Athènes  |      |
| Lancer du disque  | 54,39 m       | Jiří Sýkora        | Tchéquie           | 24 juillet 2022  | Eugene   |      |
| Saut à la perche  | 5,50 m        | Sébastien Levicq   | France             | 25 août 1999     | Séville  |      |
| Lancer du javelot | 79,05 m       | Niklas Kaul        | Allemagne          | 3 octobre 2019   | Doha     |      |
| 1 500 m           | 4 min 11 s 82 | Beat Gähwiler (en) | Suisse             | 30 août 1991     | Tokyo    |      |
| (Total 2e jour)   | 4 527 pts     | Niklas Kaul        | Allemagne          | 3 octobre 2019   | Doha     |      |

## Heptathlon

### Historique

#### 1983-1995
Lors des premiers championnats du monde d'athlétisme, en 1983 à Helsinki, le podium de l'heptathlon est occupée par trois athlètes d'Allemagne de l'Est. Ramona Neubert, détentrice du record du monde depuis 1981 est médaillée d'or avec 6 714 pts et devance Sabine John (6 662 pts) et Anke Behmer (6 532 pts). Il s'agit de la première compétition intercontinentale dans laquelle figure l'heptathlon, cette épreuve sera intégrée un an plus tard au programme des Jeux olympiques, à Los Angeles, après avoir succédé au pentathlon.
Quatre ans plus tard, l'heptathlon des championnats du monde de Rome consacre l'Américaine Jackie Joyner-Kersee, vice-championne olympique en 1984 et détentrice du record mondial depuis 1986, qui réalise  au terme des sept épreuves un nouveau record de la compétition et se rapproche de son record personnel avec 7 128 pts. Elle devance largement la Soviétique Larisa Nikitina, médaillée d'argent avec 6 564 pts, et l'Américaine Jane Frederick, médaillée de bronze avec 6 502 pts.
Lors des championnats du monde de 1991 à Tokyo, Jackie Joyner-Kersee, championne olympique trois ans plus tôt à Séoul, abandonne la compétition après la quatrième épreuve du 200 m. La victoire revient à l'Allemande Sabine Braun, championne d'Europe en titre, qui s'impose avec 6 672 pts, devant la Roumaine Liliana Năstase (6 493 pts) et la Soviétique Irina Belova (6 448 pts). L'Algérienne Yasmina Azzizi, cinquième de l'épreuve, établit un nouveau record d'Afrique avec 6 392 pts.
Championne olympique en 1992, Jackie Joyner-Kersee décroche un deuxième titre de championne du monde de l'heptathlon en 1993 à Stuttgart. Elle totalise 6 837 pts au terme des deux journées de compétition et devance la tenante du titre Sabine Braun, médaillée d'argent avec 6 797 pts, et la Biélorusse Svetlana Buraga, médaillée de bronze avec 6 635 pts. La hurdleuse bulgare Svetla Dimitrova, qui remporte pourtant les épreuves du 100 mètres haies, du lancer du poids et du 200 mètres, termine au pied du podium avec 6 508 pts.
En 1995, à Göteborg, le concours de l'heptathlon est remporté par la Syrienne Ghada Shouaa qui devient à cette occasion la première athlète de son pays à remporter une médaille aux championnats du monde d'athlétisme. Elle s'impose avec un total de 6 651 pts et devance sur le podium la Russe Svetlana Moskalets (6 575 pts) et la Hongroise Rita Ináncsi (6 522 pts). À la quatrième place, figure la Sierra-léonaise Eunice Barber qui obtiendra la naturalisation française en 1999.

#### 1997-2005

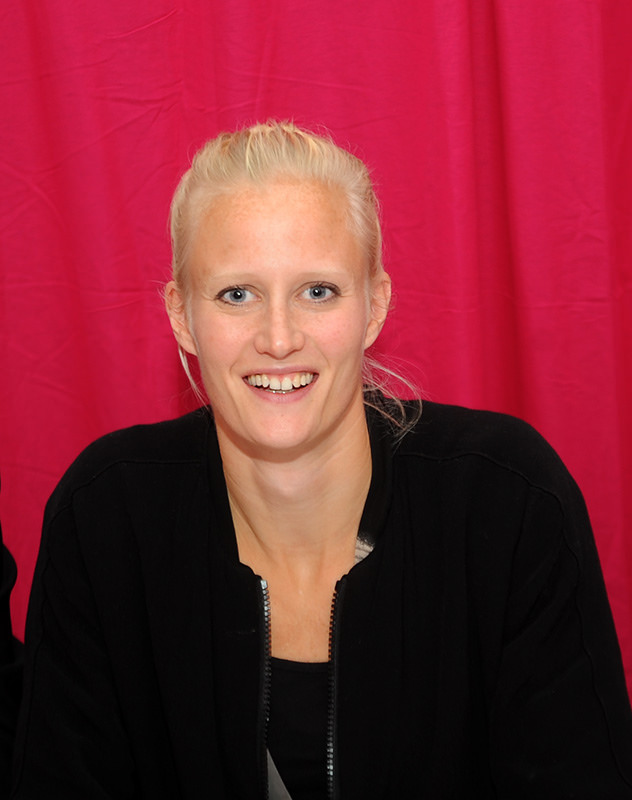
Carolina Klüft, championne du monde de l'heptathlon en 2003, 2005 et 2007.

Championne du monde en 1991, Sabine Braun obtient une nouvelle médaille d'or six ans plus tard en 1997 à Athènes, et ce en l'absence de la championne du monde et championne olympique en titre Ghada Shouaa. L'Allemande réalise un total de 6 739 pts au terme des sept épreuves et devance la Britannique Denise Lewis, médaillée d'argent avec 6 654 pts et  la Lituanienne Remigija Nazarovienė, médaillée de bronze avec 6 566 pts.
Deux ans plus tard, aux championnats du monde de 1999 à Séville, Eunice Barber remporte la médaille d'or et réalise un nouveau record de France avec 6 861 pts, s'imposant notamment sur trois épreuves, le 100 m haies, le saut en longueur et le saut en hauteur. Denise Lewis décroche une deuxième médaille d'argent consécutive avec 6 724 pts, Ghada Shouaa décrochant la médaille de bronze avec 6 500 pts. Sabine Braun termine au pied du podium avec 6 497 pts.
Championne olympique en 2000 à Sydney, Denise Lewis déclare forfait pour l'heptathlon des championnats du monde 2001 se déroulant à Edmonton au Canada. La victoire revient à la Russe Yelena Prokhorova qui remporte le concours du saut à hauteur (1,88 m) et celui du saut en longueur (6,61 m) et établit son meilleur total de l'année avec 6 694 pts. Elle devance la Biélorusse Natallia Sazanovich, deuxième avec 6 539 pts, et l'Américaine Shelia Burrell qui obtient la médaille de bronze en réalisant un nouveau record personnel avec 6 472 pts.
En 2003, aux mondiaux de Paris, la Suédoise Carolina Klüft devient la deuxième heptathlonienne après Jackie Joyner-Kersee à réaliser une performance supérieure à 7 000 pts lors d'un championnat du monde d'athlétisme. Elle remporte l'épreuve du saut en hauteur, du 200 m, du saut en longueur et du 800 m et totalise 7 001 pts à l'issue des deux journées de compétition. Eunice Barber, qui s'impose dans l'épreuve du 100 m haies, remporte la médaille d'argent avec 6 755 pts, devançant Natallia Sazanovich, médaillée de bronze avec 6 524 pts. Denise Lewis termine à la 5e place.
Titrée à Athènes en 2004, Carolina Klüft confirme son rang en décrochant un deuxième titre mondial consécutif aux mondiaux 2005 à Helsinki. Elle y établit son meilleur score de l'année avec 6 887 pts après avoir remporté les épreuves du 200 m et du saut en longueur. Eunice Barber, vainqueure quant à elle du 100 m haies et du saut en hauteur, termine à 63 pts de la Suédoise (6 824 pts) et décroche sa deuxième médaille d'argent consécutive, sa troisième au total après l'or de Séville. La Ghanéenne Margaret Simpson complète le podium avec 6 375 pts.

#### 2007-2015

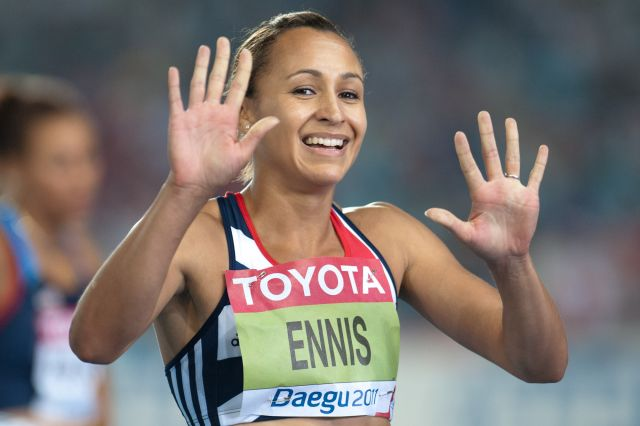
Jessica Ennis-Hill, championne du monde de l'heptathlon en 2009, 2011 et 2015.

Carolina Klüft est la première athlète à remporter trois titres de championne du monde de l'heptathlon. Lors du concours des championnats du monde 2007, à Osaka, elle réalise la performance de 7 032 pts, signant un nouveau record d'Europe ainsi que la meilleure performance mondiale de l'année. L'Ukrainienne Lyudmila Blonska, qui bat le record national avec 6 832 pts est devancée de 200 pts par la Suédoise alors que la Britannique Kelly Sotherton occupe la troisième place avec 6 510 pts.
En l'absence de Carolina Klüft, blessée, c'est la Britannique Jessica Ennis-Hill qui remporte l'heptathlon des championnats du monde 2009 à Berlin. elle établit la meilleure performance mondiale de l'année avec 6 731 pts après avoir remporté les épreuves du 100 m haies, du saut en hauteur et du 200 m. L'Allemande Jennifer Oeser, qui bat son record personnel avec 6 493 pts, remporte la médaille d'argent tandis que la Polonaise Kamila Chudzik décroche la médaille de bronze (6 471 pts). L'Ukrainienne Nataliya Dobrynska, championne olympique un an plus tôt à Pékin, termine au pied du podium avec 6 444 pts.
En 2011 à Daegu, la Russe Tatyana Chernova remporte le concours avec 6 880 pts (meilleure performance mondiale de l'année), devant Jessica Ennis-Hill (6 751 pts) et Jennifer Oeser (6 572 pts). Mais en 2016, l'athlète russe est suspendue de toute compétition et déchue de son titre de championne du monde en raison des paramètres anormaux constatés sur son passeport biologique,. En conséquence, Jessica Ennis-Hill récupère le titre vacant, Jennifer Oeser la médaille d'argent et la Polonaise Karolina Tymińska la médaille de bronze.
Éloignée des pistes en 2013 pour cause de maternité, la double tenante du titre et championne olympique 2012 Jessica Ennis-Hill ne participe pas aux championnats du monde 2013 à Moscou. L'Ukrainienne Hanna Melnychenko décroche son premier titre international majeur en réalisant un nouveau record personnel avec 6 586 pts. La Canadienne Brianne Theisen-Eaton monte sur la deuxième marche du podium avec 6 530 m (record personnel) alors que la Néerlandaise Dafne Schippers, qui se spécialisera dans les années suivantes dans les épreuves de sprint, décroche la médaille de bronze en signant nouveau record des Pays-Bas avec 6 477 pts.
En 2015, lors des mondiaux de Pékin, Jessica Ennis-Hill remporte un troisième titre mondial de l'heptathlon après 2009 et 2011 et égale la performance de Carolina Klüft. Elle totalise 6 669 pts à l'issue des deux journées de compétition et devance sur le podium Brianne Theisen-Eaton, qui obtient une deuxième médaille d'argent consécutive avec 6 554 pts, et la Lettone Laura Ikauniece, troisième du concours après avoir établi un nouveau record national avec 6 516 pts.

#### Depuis 2017

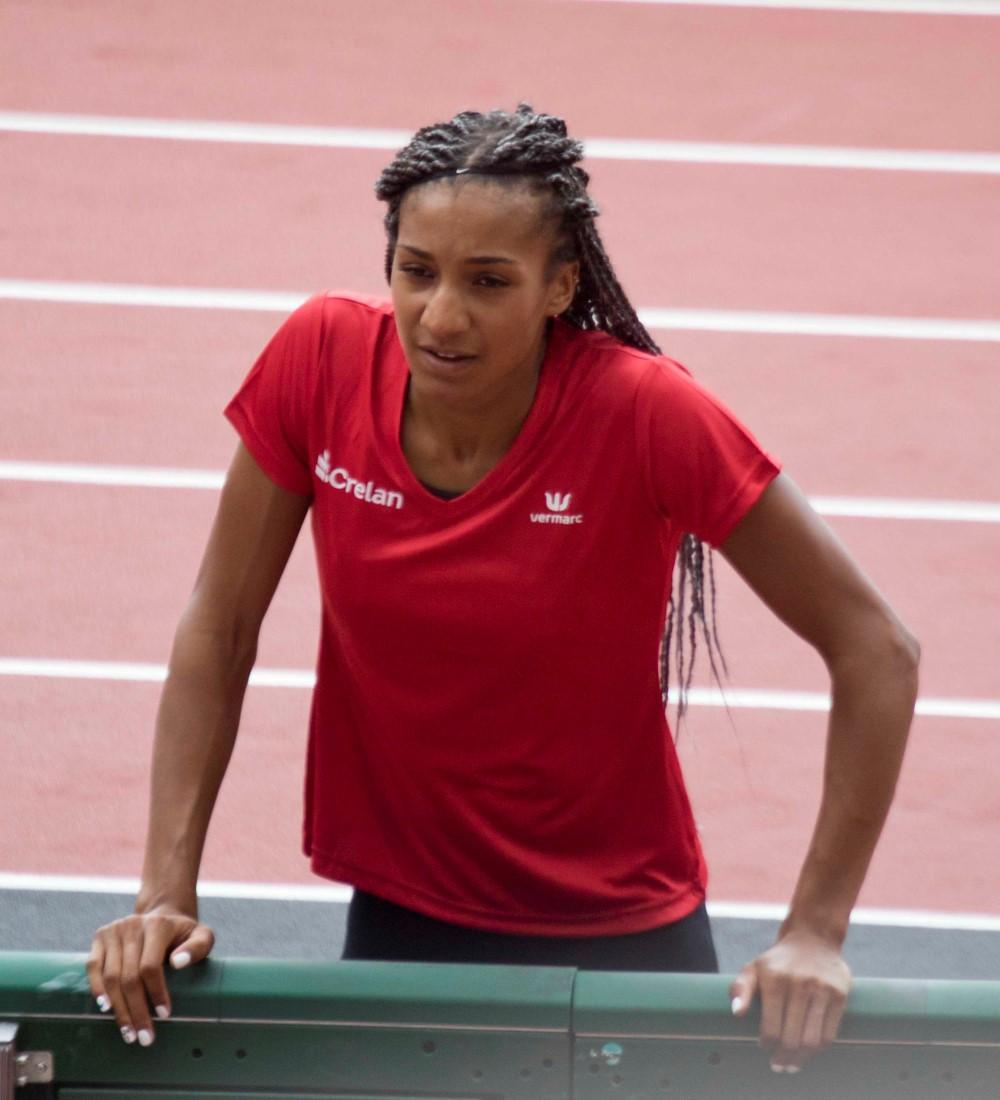
Nafissatou Thiam, championne du monde en 2017 et 2022.

Aux championnats du monde de Londres en 2017, la Belge Nafissatou Thiam remporte la médaille d'or de l'heptathlon avec 6784 points, après avoir notamment établi un nouveau record de saut en hauteur de l'heptathlon aux championnats du monde avec 1,95 m. En devançant l'Allemande Carolin Schäfer (6696 pts) et la Néerlandaise Anouk Vetter (6636 pts), elle offre également à la Belgique sa première médaille d'or aux Championnats du monde.
Lors des Mondiaux de Doha en 2019, le titre revient à la Britannique Katarina Johnson-Thompson qui établit avec 6981 points la meilleure performance mondiale de l'année et un nouveau record du Royaume-Uni, détenu jusque-là par la triple championne du monde Jessica Ennis-Hill. Johnson-Thompson bat de 304 points la tenante du titre Nafissatou Thiam, ce qui constitue le plus grand écart entre les deux premières de l'heptathlon depuis les Championnats du monde 1987. Le podium est complété par l'Autrichienne Verena Mayr avec 6650 points.
Nafissatou Thiam, championne olympique l'année passée à Tokyo, décroche son deuxième titre de championne du monde lors des championnats du monde 2022 disputés à Eugene dans l'Oregon. Elle commence de la meilleure façon ces championnats en battant son record sur 100 mètres haies en 13 s 21, puis en remportant l'épreuve du saut en hauteur avec 1,95 m. Le deuxième jour, elle remporte le saut en longueur avec 6,59 m mais se retrouve derrière la Néerlandaise Anouk Vetter après la sixième épreuve du lancer du javelot. Elle parvient à renverser la situation en sa faveur lors du 800 mètres final en battant son record personnel en 2 min 13 s et termine avec 6 947 points, devant Anouk Vetter (6 867 points, record des Pays-Bas) et l'Américaine Anna Hall (6 755 points, record personnel). Adrianna Sułek, quatrième, bat le record de Pologne avec 6 672 points, tout comme Annik Kälin, sixième, qui bat le record de Suisse avec 6 464 points.

### Palmarès
| Édition | Or                                  | Argent                           | Bronze                             |
| ------- | ----------------------------------- | -------------------------------- | ---------------------------------- |
| 1983    | Ramona Neubert 6 714 pts            | Sabine Paetz-John 6 662 pts      | Anke Behmer 6 532 pts              |
| 1987    | Jackie Joyner-Kersee 7 128 pts      | Larissa Tourtchinskaïa 6 564 pts | Jane Frederick 6 502 pts           |
| 1991    | Sabine Braun 6 672 pts              | Liliana Nastase 6 493 pts        | Irina Belova 6 448 pts             |
| 1993    | Jackie Joyner-Kersee 6 837 pts      | Sabine Braun 6 787 pts           | Svetlana Buraga 6 635 pts          |
| 1995    | Ghada Shouaa 6 651 pts              | Svetlana Moskalets 6 575 pts     | Rita Ináncsi 6 522 pts             |
| 1997    | Sabine Braun 6 739 pts              | Denise Lewis 6 654 pts           | Remigija Nazarovienė 6 566 pts     |
| 1999    | Eunice Barber 6 861 pts             | Denise Lewis 6 724 pts           | Ghada Shouaa 6 500 pts             |
| 2001    | Yelena Prokhorova 6 694 pts         | Natalya Sazanovich 6 539 pts     | Shelia Burrell 6 472 pts           |
| 2003    | Carolina Klüft 7 001 pts            | Eunice Barber 6 755 pts          | Natallia Sazanovich 6 524 pts      |
| 2005    | Carolina Klüft 6 887 pts            | Eunice Barber 6 824 pts          | Margaret Simpson 6 375 pts         |
| 2007    | Carolina Klüft 7 032 pts            | Lyudmila Blonska 6 832 pts       | Kelly Sotherton 6 510 pts          |
| 2009    | Jessica Ennis 6 731 pts             | Jennifer Oeser 6 493 pts         | Kamila Chudzik 6 471 pts           |
| 2011    | Jessica Ennis 6 751 pts             | Jennifer Oeser 6 572 pts         | Karolina Tymińska 6 544 pts        |
| 2013    | Hanna Melnichenko 6 586 pts         | Brianne Theisen-Eaton 6 530 pts  | Dafne Schippers 6 477 pts          |
| 2015    | Jessica Ennis-Hill 6 669 pts        | Brianne Theisen-Eaton 6 554 pts  | Laura Ikauniece-Admidiņa 6 516 pts |
| 2017    | Nafissatou Thiam 6 784 pts          | Carolin Schäfer 6 696 pts        | Anouk Vetter 6 636 pts             |
| 2019    | Katarina Johnson-Thompson 6 981 pts | Nafissatou Thiam 6 677 pts       | Verena Preiner 6 650 pts           |
| 2022    | Nafissatou Thiam 6 947 pts          | Anouk Vetter 6 867 pts           | Anna Hall 6 755 pts                |
| 2023    | Katarina Johnson-Thompson 6 740 pts | Anna Hall 6 720 pts              | Anouk Vetter 6 501 pts             |

### Multiples médaillées
| Rang | Athlète               | Pays        | Période   | Or | Argent | Bronze | Total |
| ---- | --------------------- | ----------- | --------- | -- | ------ | ------ | ----- |
| 1=   | Carolina Klüft        | Suède       | 2003–2007 | 3  | 0      | 0      | 3     |
| 1=   | Jessica Ennis-Hill    | Royaume-Uni | 2009-2015 | 3  | 0      | 0      | 3     |
| 3=   | Sabine Braun          | Allemagne   | 1991-1997 | 2  | 1      | 0      | 3     |
| 3=   | Nafissatou Thiam      | Belgique    | 2017-2022 | 2  | 1      | 0      | 3     |
| 5    | Jackie Joyner-Kersee  | États-Unis  | 1987-1993 | 2  | 0      | 0      | 2     |
| 6    | Eunice Barber         | France      | 1999-2005 | 1  | 2      | 0      | 3     |
| 7    | Ghada Shouaa          | Syrie       | 1995-1999 | 1  | 0      | 1      | 2     |
| 8=   | Brianne Theisen-Eaton | Canada      | 2013-2015 | 0  | 2      | 0      | 2     |
| 8=   | Jennifer Oeser        | Allemagne   | 2009-2011 | 0  | 2      | 0      | 2     |
| 8=   | Denise Lewis          | Royaume-Uni | 1997-1999 | 0  | 2      | 0      | 2     |
| 11   | Anouk Vetter          | Pays-Bas    | 2017-2023 | 0  | 1      | 2      | 3     |
| 12   | Anna Hall             | États-Unis  | 2022-2023 | 0  | 1      | 1      | 2     |

### Records des championnats
| Temps     | Athlète              | Lieu     | Date               |
| --------- | -------------------- | -------- | ------------------ |
| 6 714 pts | Ramona Neubert       | Helsinki | 9 août 1983        |
| 7 128 pts | Jackie Joyner-Kersee | Rome     | 1er septembre 1987 |

| Épreuve           | Performance        | Athlète                                                                      | Pays                            | Date                                                                                   | Lieu                                       | Réf. |
| ----------------- | ------------------ | ---------------------------------------------------------------------------- | ------------------------------- | -------------------------------------------------------------------------------------- | ------------------------------------------ | ---- |
| 100 m haies       | 12 s 58 (+0,4 m/s) | Kendell Williams                                                             | États-Unis                      | 2 octobre 2019                                                                         | Doha                                       |      |
| Saut en hauteur   | 1,95 m             | Carolina Klüft Nafissatou Thiam Yorgelis Rodríguez Katarina Johnson-Thompson | Suède Belgique Cuba Royaume-Uni | 25 août 2007 5 août 2017 / 2 octobre 2019 / 17 juillet 2022 5 août 2017 2 octobre 2019 | Osaka Londres / Doha / Eugene Londres Doha |      |
| Lancer du poids   | 17,03 m            | Austra Skujyte                                                               | Lituanie                        | 25 août 2007                                                                           | Osaka                                      |      |
| 200 m             | 22 s 84 (0,0 m/s)  | Dafne Schippers                                                              | Pays-Bas                        | 12 août 2013                                                                           | Moscou                                     |      |
| (Total 1er jour)  | 4 256 pts          | Jackie Joyner-Kersee                                                         | États-Unis                      | 31 août 1987                                                                           | Rome                                       |      |
| Saut en longueur  | 7,14 m (+0,9 m/s)  | Jackie Joyner-Kersee                                                         | États-Unis                      | 1 septembre 1987                                                                       | Rome                                       |      |
| Lancer du javelot | 59,57 m            | Anouk Vetter                                                                 | Pays-Bas                        | 20 août 2023                                                                           | Budapest                                   |      |
| 800 m             | 2 min 4 s 09       | Anna Hall                                                                    | États-Unis                      | 20 août 2023                                                                           | Budapest                                   |      |
| (Total 2e jour)   | 2 916 pts          | Carolina Klüft                                                               | Suède                           | 7 août 2005                                                                            | Helsinki                                   |      |